# Thescelosaurus
Thescelosaurus (betyder "Vacker ödla") var en växtätande dinosaurie inom infraordningen Ornithopoda. Den har påträffats i centrala Kanada (Alberta) och USA (Montana), och dateras ha levt där i slutet av kritaperioden för cirka 75-65 miljoner år sedan. Forskarna klassificerar Thescelosaurus till familj hypsilophodontidae, vilket betyder att den troligen var släkt med bland annat Hypsilophodon och Orodromeus. Liksom dessa var Thescelosaurus en relativt liten dinosaurie, ungefär av en människas storlek. Vad som gör Thescelosaurus extra spännande för forskarna är att den förutom att vara känd från väldigt kompletta fossil, också är en av de få dinosaurier som kanske har inre organ bevarade.

## Beskrivning
Som de allra flesta småväxta ornithopoder var Thescelosaurus ett djur som hade relativt långa baken med fågellika fötter. Svansen fungerade som motvikt för kroppen, frambenen var kortare än bakbenen och utrustade med små händer. Thescelosaurus hade tyngre kroppsbyggnad än sina närmaste släktingar, vilket troligen gjorde den till ett långsammare djur än dessa, som tros ha varit väldigt snabba löpare. Skallen hade kort, spetsig nos och stora ögon, och den främre delen av munnen bildade en näbb som troligen var till för att klippa av växter med. Thescelosaurus var heterodonta, vilket betydde att den hade olika sorters tänder.

## Inre organ

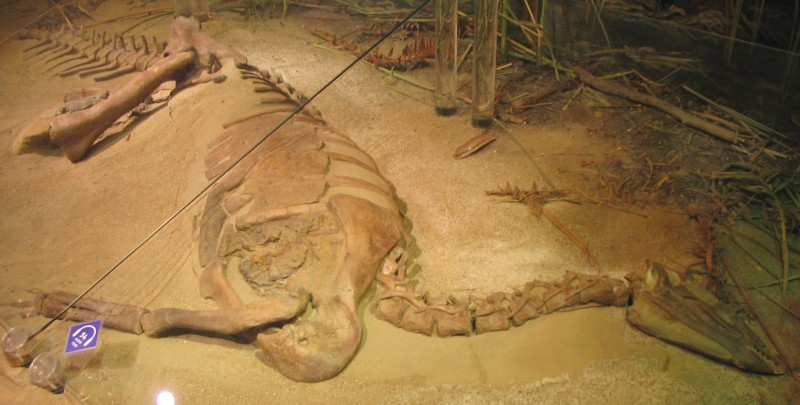
Skelettet "Willo", med "hjärtat" synligt precis under skulderbladet (North Carolina Museum of Natural Sciences).

År 2000 beskrevs ett välbevarat skelett av Thescelosaurus som verkar ha fossiliserade rester av ett hjärta mellan revbenen. Detta skelett (som fått smeknamnet "Willo") finns numera i North Carolina Museum of Natural Sciences, och har bland annat funnits med i TV-program om dinosaurier, bland annat ett extraavsnitt av BBC:s Dinosauriernas tid. "Hjärtat" är myciket olikt de flesta andra kräldjurs, eftersom det verkar ha 4 kammare, liksom fåglar (kräldjur har annars hjärta med 3 kammare. Några forskare, bland annat vid The University of Kansas, har kritiserat hävdandet att det rör sig om ett hjärta (snarare en klump med förstenad lera), och att de röntgenbilder som tagits av "hjärtat" inte visar särskilt skarpa strukturer som skulle kunna markera hjärtats olika delar.